# Schilling (Einheit)
Der Schilling, neben der Münzbezeichnung, als Maß (Rechnungseinheit), gehörte zu drei verschiedene Gruppen der modernen Maßzuordnung und das wären Stück, Volumen und Gewicht. Er kann als europäisches Maß angesehen werden, denn in Böhmen, Bayern, Schlesien, Österreich und der Lausitz war er in seiner besonderen Anwendung bekannt.
In böhmischen Bergwerken war er ein Volumenmaß und entsprach 5 Schubkarren. Den Schilling legte man folgend fest:
- 1 Schilling = 12 lederne wassergefüllte Schläuche = 480 Prager Pinten
- 18 Schilling = 1 Losung Wasser

In Regensburg wandte man das Maß auf Salz an. So wankte in Bayern das Maß zwischen Stück und Gewicht
- 1 Schilling Salz = 40 Scheiben
- 8 Schilling = 1 Pfund Salz

Als Stückmaß entsprach der Schilling in  Österreich  der Anzahl 30  und
in Schlesien und der Lausitz die Zahl 12. Die regionale Bezeichnung  war in Schlesien Schilger und in der Lausitz Schilger oder Schilk.
Aus dem karolingischen Pfund Silber zu 367 g prägte man 240 Pfennige. Zwölf Pfennige nannte man einen Schilling. Der Schilling war keine Münze, sondern die Bezeichnung für ein Dutzend, also nur eine Rechnungseinheit (siehe Sachsenpfennig).